# Луков (град)
Луков или Лу̀кув (на полски: Łuków) е град в Източна Полша, Люблинско войводство. Административен център е на Луковски окръг, както и на селската Луковска община, без да е част от нея. Самият град е обособен в самостоятелна община с площ 35,75 км2. Към 2010 година населението му възлиза на 30373 души.

## География
Градът се намира в историческия регион Малополша. Разположен е на 27 километра югоизточно от Шедълце и на 93 километра северозападно от Люблин.

## История
За пръв път селището е споменато в писмен източник през 1233 година. В 1369 година получава права на свободен град от крал Кажимеж III Велики, а през 1403 година крал Владислав II Ягело го дарил с Магдебургско право.

## Население
Населението на града възлиза на 30 373 души (2010). Гъстотата е 1 058,35 души/км2.

## Личности

### Родени в града
- Хенрик Томашик, римокатолически духовник, радомски епископ
- Адам Крински, езиковед

## Градове партньори
- Лаздияй, Литва
- Voisins-le-Bretonneux, Франция
- Търва, Естония